# Nhambicuaran
Nhambicuaran.- Etnolingvistička porodica zapadno-brazilskih Indijanaca koji se prema Alainu Fabreu služe s tri razna jezika, to su: Kithãulhú (Nambikwara do Sul), Mamaindê (Nambikwara do Norte) i Sabanê. Prema McQuown i Greenbergu, ona je član Velike porodice Ge-Pano-Carib. 
Mamaindê ili Nambikwaras do Norte naseljeni su na Mato Grossu na rijekama Cabixi i Piolho, sada na rezervatima AI Pirineus de Souza sa 118 Mamaindê, Manduka i Sabanê Indijanaca (1989.); na AI Vale do Guaporé, južno od Vilhene, s 341 Indijancem (1989.) iz plemena Nambikwara Hahaintesu, Mamaindê, Negarotê, Waikisu i Wasusu. Treći rezervat je A.I. Tubarão-Latunde na río Pimento Bueno, naseljen plemenima Latundê i njima nesrodnim Koaiá ili Kwazá i Aikaná.
A) Lokalne skupine Sjevernih Nambikwara su: Lakondê, Latundê, Mamaindê, Negarotê (Nagarotú), Tamainde, Tawandê (= Tagnaní ?), Tawitê (Tauitê)
B) Skupine Južnih Nambikwara (Nambikwara do Sul) su s río Sararê, na río Piolho (dolina Guapore), i na Chapada dos Parecis. Rezervati na koje su danas smješteni su: AI Pirineus de Souza (plemena Nambikwara Mundúka; na AI Pequizal (Alatesu); i 219 Halotesu i Kithaulhu (1990) u Comodoro, Pontes i Lacerda. Skupine što pripadaju u Južne Nambikware su: 
a) Mundúka (Manduka) (sa: Siwaisu, Hinkutesu, Niyahlosu),
b) Nambikwara do Campo (sa: Kithãulhú (Hithaulu), Juina kithaulhu, Wakalitesu, Halotesu abajeño, Halotesu i Sawentesu),
c) Nambikwara do Guaporé (sa: Hahaintesu, Wasusu, Alantesu, Waikatesu),
d) Nambikwara do Sararé (=Kabixí, Sararé), Galera (puebli Serra Azul i Campos Novos), Alatesu, Waikisu. Imaju oko 900 govornika (1988.) uključujući 150 Galera.
C) Sabanê danas žive na AI Pirineus de Souza, općina: Vila Bela da Santíssima Trinidade; 60 osoba (1995.). 

## Vanjske poveznice
- Ethnologue (14th)
- Ethnologue (15th)

Ethnologue (16th)
- The Nambikwara Indians. A description of their languages and of their cultural identity.  Arhivirana inačica izvorne stranice od 5. prosinca 2021. (Wayback Machine)
- Alain Fabre  Arhivirana inačica izvorne stranice od 6. veljače 2012. (Wayback Machine)